# Paul Wirz (Ethnologe)
Paul Wirz (* 29. Mai 1892 in Moskau, Russisches Kaiserreich; † 30. Januar 1955 in Ulopu, Neuguinea) war ein Schweizer Ethnologe.

## Leben
Paul Wirz war der Sohn des Fabrikanten Jakob Wirz. Er besuchte die Schulen in Moskau und Zürich. An der ETH Zürich liess er sich zum technischen Fachlehrer ausbilden. Er studierte in Zürich und Basel Ethnologie und schloss 1920 als Dr. phil. ab. Schon seine Dissertation über das Volk der Marind-anim auf Neuguinea wurde zu einem Standardwerk der Völkerkunde.
Zahlreiche Forschungs- und Sammelreisen als Privatgelehrter führten Wirz nach Nordafrika (1912–1913), Neuguinea (1915–1931 und 1949–1955, mit Unterbrüchen), Sardinien, Tunesien, Marokko, Westafrika, Spanien, auf die Kanarischen Inseln (1932–1934), nach Indien, Ost- und Südostasien (1934–1940), die Karibik (1941–1945) und nach Ceylon, heute Sri Lanka (1947–1948).
Zwischen seinen Reisen arbeitete er an seinen Forschungsarbeiten. Er erforschte unter anderem die mythische Welt der Marind-anim im Süden von Niederländisch-Neuguinea (Westneuguinea). Auch den Sentani und Gogodara widmete er Forschungsarbeiten.
Paul Wirz übergab seine reichen ethnographischen Sammlungen zur Hauptsache dem Museum der Kulturen Basel  und dem Tropenmuseum in Amsterdam. Seine Söhne sind Peter Wirz und Dadi Wirz.

## Werke
- Die Marind-anim von Holländisch-Süd-Neu-Guinea. Friederichsen, Hamburg 1922–1925.
  - Bd. 1, Teil 1: Die materielle Kultur der Marind-anim. 1922.
  - Bd. 1, Teil 2: Die religiösen Vorstellungen und die Mythen der Marind-anim, sowie die Herausbildung der totemistisch-sozialen Gruppierungen. 1922.
  - Bd. 2, Teil 3: Das soziale Leben der Marind-anim. 1925.
  - Bd. 2, Teil 4: Die Marind-anim in ihren Festen, ihrer Kunst und ihren Kenntnissen und Eigenschaften. 1925.
- Ethnographie. 4 Teile (in 1 Bd.). Mit 49 tls. farb. Tafeln. sowie Abb. u. Kartenskizzen im Text. Leiden, Brill, 1924–1934. 499 S. 4°. Nova Guinea. Résultats des expéditions scientifiques à la Nouvelle Guinée; publ. sous la dir. de L.F. de Beaufort, vol. 16.
  - Teil 1: Anthropologische und ethnologische Ergebnisse der Central Neu-Guinea Expedition, 1921–1922.
  - Teil 2: Untersuchungen an Schädeln und Skelettteilen aus dem Gebiet der Humboldt-Bai und dem Südlichen Küstengebiet von Holländisch Neu-Guinea.
  - Teil 3: Beitrag zur Ethnologie der Sentanier (Holländisch Neuguinea).
  - Teil 4: Die Gemeinde der Gogodara.
- Der Totenkult auf Bali. Strecker &. Schröder, Stuttgart 1928.
- Dämonen und Wilde in Neuguinea. Stuttgart 1928.
- Der Reisbau und die Reisbaukulte auf Bali und Lombok. Leiden 1929.
- Bei liebenswürdigen Wilden in Neuguinea. Strecker &. Schröder, Stuttgart 1929.
- Nias die Insel der Götzen; Bilder aus dem westlichen Insulinde (= Schaubücher. 29). Orell Füssli, Zürich 1929.
- Wildnis und Freiheit. Aus dem Tagbuch eines Weltvaganten. Strecker &. Schröder, Stuttgart 1933.
- Exorzismus und Heilkunde auf Ceylon. Huber, Bern 1941.
- Einsiedler auf Taprobane. Geschichte dreier Inseln. Bern, Huber 1942.
- Weltvagant im Urwald und auf der Savanne. (Illustr.) Universum Verlag, Zürich 1953.
- Die Ainu. Sterbende Menschen im Fernen Osten. Reinhardt, München / Basel 1954.
- Kataragama, die heiligste Stätte Ceylons. Birkhäuser, Basel 1954.

## Filme
- Renatus Zürcher: Der Wilde Weisse. Kino-Dokumentarfilm, 80 min, d/e, 2007; Produzent: Uri W. Urech.